# Danaił Kiriłow
Danaił Dimitrow Kiriłow, bułg. Данаил Димитров Кирилов (ur. 25 czerwca 1970 w Dimitrowgradzie) – bułgarski polityk, prawnik i samorządowiec, parlamentarzysta, w latach 2019–2020 minister sprawiedliwości.

## Życiorys
Ukończył studia prawnicze na Uniwersytecie Sofijskim im. św. Klemensa z Ochrydy, pracował jako prawnik. W 1997 dołączył do Bułgarskiej Partii Socjalistycznej. Był m.in. pełnomocnikiem procesowym byłego premiera Żana Widenowa i członkiem gabinetu politycznego ministra Kostadina Paskałewa. Obejmował kierownicze stanowiska w przedsiębiorstwach sektora prywatnego. W latach 2003–2009 zasiadał w radzie miejskie w Sofii. W międzyczasie przeszedł do ugrupowania GERB.
W latach 2009–2013 był przedstawicielem rządu w obwodzie miejskim Sofia. W 2013 po raz pierwszy uzyskał mandat posła do Zgromadzenia Narodowego. Z powodzeniem ubiegał się o reelekcję w wyborach w 2014 i 2017.
W kwietniu 2019 dołączył do trzeciego rządu Bojka Borisowa, zastępując na stanowisku ministra sprawiedliwości odwołaną Ceckę Caczewą. Zakończył urzędowanie we wrześniu 2020. Podał się do dymisji w okresie masowych protestów oraz konfliktu premiera z prezydentem Rumenem Radewem.